# Leichtathletik-Weltmeisterschaften 2023/Teilnehmer (Ruanda)
| Gelbes Symbol für Goldmedaillen mit stilisierten Olympischen Ringen | Graues Symbol für Silbermedaillen mit stilisierten Olympischen Ringen | Braundes Symbol für Bronzemedaillen mit stilisierten Olympischen Ringen |
| ------------------------------------------------------------------- | --------------------------------------------------------------------- | ----------------------------------------------------------------------- |
| —                                                                   | —                                                                     | —                                                                       |

Für den ruandische Leichtathletikverband nahmen eine Sportlerin und ein Sportler an den Leichtathletik-Weltmeisterschaften 2023 in Budapest teil. Ein dritter Sportler war zwar angemeldet, stand dann aber nicht auf der Startliste des Marathonlaufs.

## Ergebnisse

### Frauen

#### Laufdisziplinen
| Athletin              | Disziplin | Finale    | Finale |
| Athletin              | Disziplin | Zeit      | Platz  |
| --------------------- | --------- | --------- | ------ |
| Clementine Mukandanga | Marathon  | 2:37:09 h | 37     |

### Männer

#### Laufdisziplinen
| John Hakizimana   | Marathon | 2:10:50 h            | 9                    |                      |                      |                      |                      |
| Felicien Muhitira | Marathon | nicht auf Startliste | nicht auf Startliste | nicht auf Startliste | nicht auf Startliste | nicht auf Startliste | nicht auf Startliste |